# Inscripció de Behistun
La inscripció de Behistun o Bisutun (en persa: بیستون) és una inscripció trilingüe, en persa antic, elamita i babiloni, que es va trobar a Behistun, una muntanya a la província de Kermansah, i que va permetre desxifrar l'escriptura cuneïforme. Està escrita a una paret de pedra, a un centenar de metres per damunt de la via que anava de Babilònia a Ecbàtana, i té uns 15 m d'alt i 25 m d'ample. Consta de 414 línies en 5 columnes per a l'antic persa, 593 línies i 8 columnes per a l'elamita, i 112 línies per al babiloni. La seva posició en un lloc poc accessible de la muntanya feia la inscripció més resistent al temps. Junt amb la inscripció, hi ha altres elements decoratius com les figures i l'al·legoria central.
La inscripció diu que va ser feta pel rei Darios el Gran, i la va transcriure sir Henry Rawlinson, entre els anys 1835 i 1843. El text explica com el mag Gaumata, el dia 10 de Bagavadis (29 de setembre) l'any 522 aC va matar un usurpador que havia regnat durant set mesos anomenat Bardiya, germà de Cambises II i fill de Cir el Gran. Gaumata es fa passar per Bardiya ressuscitat per provocar una revolta popular, proclamar-se nou rei i posar la casta sacerdotal al poder. La inscripció enumera els homes i les províncies rebels que havien desafiat l'autoritat de Cambises i com Darios els va sotmetre, i explica que va obtenir dinou victòries en un any. També anomena els sis nobles perses que van dur a terme aquests fets juntament amb ell, i finalment dona les gràcies al seu déu Ahura Mazda.
Les inscripcions van ser declarades l'any 2006 Patrimoni de la Humanitat per la UNESCO.